# Легенда (сериал)
Легенда (на турски: Destan) е турски исторически сериал, излъчван в периода 23 ноември 2021 – 15 септември 2022 г.

## Актьорски състав
- Ебру Шахин – Аккъз
- Едип Тепели – Батуга
- Селим Байрактар – Алпагу Хан
- Теоман Кумбараджъбашъ – Баламир Бег
- Канболат Гьоркем Арслан – Салтук бег
- Ипек Карапинар – Чолпан Хатун
- Бурак Тозкопаран – Темур Тегин
- Елиф Доган – Туткун
- Бурак Беркай Акгюл – Кая Тегин
- Ахмет Олгун Сюнеар – Яман
- Бюс Мерал – Сирма
- Еджем Сена Баир – Гюнсели Хатун
- Есра Кълъч – Мей Джин
- Осман Албайрак – Варги Бег
- Алпер Лагун – Даниш Ата
- Шахин Ергуней – Кун Ата
- Хилал Уйсун – Талисман
- Фарук Аран – Кузу Бег
- Мехмет Сертакан – Таянгу Ялвак
- Берна Ючкалелер – Елиф
- Дорук Сенгезер – Октем
- Джихангир Кьосем – Отаджи